# Dengyel Tibor
Dengyel Tibor (Kolozsvár, 1913. november 8. – Brüsszel, 2000. május 31.) romániai magyar-belga festőművész, újságíró, kritikus, grafikus.

## Életpályája
1931–1934 között a Kolozsvári Képzőművészeti Főiskola hallgatója volt, ahol Aurel Ciupe oktatta. 1935-től Magyarországon élt. 1935–1940 között a budapesti Magyar Képzőművészeti Főiskolán tanult; itt Kandó László tanította. A Pázmány Péter Tudományegyetem bölcsészettudományi karát is látogatta. 1947-ben Törökországban volt ösztöndíjas. 1948-ban brüsszeli ösztöndíjat kapott; Brüsszelben telepedett le, ahol 1965-től festőiskolát vezetett. 1949-től a Benelux államokban, az NSZK-ban, Franciaországban és Olaszországban voltak kiállításai. 1955-ben megfestette a belga miniszterelnök portréját.
Művei megtalálhatók a Magyar Nemzeti Galéria gyűjteményében.

## Egyéni kiállításai
- 1983 Brüsszel
- 1997 Budapest